# Bergtajgasångare
Bergtajgasångare (Phylloscopus humei) är en liten fågel i familjen lövsångare. Den häckar i bergsområden i centrala och södra Asien. Vintertid flyttar den huvudsakligen till ett område från norra Pakistan till norra Vietnam, men även till delar av Mellanöstern. Fågeln är en sällsynt men regelbunden gäst i Europa, med över 100 fynd i Sverige. Bergtajgasångaren är nära släkt med och behandlades tidigare som underart till tajgasångaren. IUCN kategoriserar den som livskraftig.

## Kännetecken

### Utseende

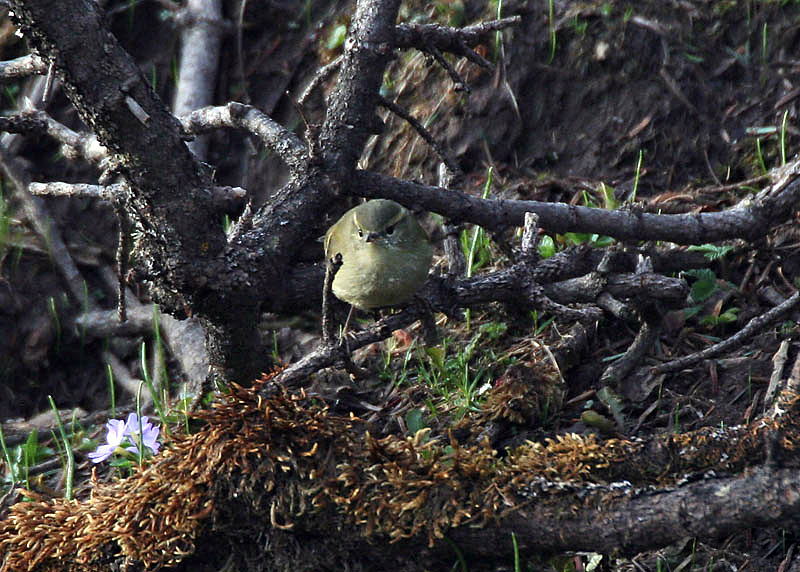
Födosökande i undervegetationen i Kulludistriktet i Himachal Pradesh, Indien

Bergtajgasångaren är en av de minsta sångarna med en längd på 9–10 centimeter. Som merparten av lövsångarna har den grönaktig ovansida och vitaktig undersida. Med sitt långa kraftigt gulfärgade ögonbrynsstreck och gulkantade ving- och armpennor påminner den om tajgasångaren (P. inornatus). Till skillnad från denna art har den enbart ett tydligt ljust vingband och det andra vingbandet är bara en svag antydan. Den är överlag dovare färgad och har en mindre kontrasterande fjäderdräkt. Vidare har den olikt tajgasångaren mörk undre näbbhalva och mörk tars. Till skillnad från kungsfågelsångaren saknar tajgasångarna ett tydligt gult centralt hjässband, men kan ha en svag antydan av ett centralt band på bakre delen av hjässan. I flykten skiljs de båda tajgasångarna från kungsfågelsångare på att den senare har en tydlig vit övergump. Underarten mandellii (se nedan) är gråare på hjässan än nominatformen, mer färglös och brunare ovan med otydligare övre vingband. Vidare är kanter på tertialer och vingpennor gröngrå medan ögonbrynsstrecket och undersidan mer gulvit.

### Läten
Bergtajgasångaren skiljs säkrast ifrån tajgasångaren genom lätena. Dess sång är en utdragen högfrekvent sträv summerton som faller något på slutet, bzzzzzzzyu. Dess lockläte är mer tvåstavigt i jämförelse med tajgasångarens. Den östliga och västliga underarterna av bergtajgasångare uppvisar olika lockläten medan sången är samma.

## Utbredning och systematik
Bergtajgasångaren är en flyttfågel som häckar i bergsskogar på höjder mellan 2000 och 4200 meter över havet i södra och centrala Asien. Den delas in i två underarter med följande utbredning:
- västlig bergtajgasångare[7] Phylloscopus humei humei – häckar i sydcentrala Ryssland (Altaj, Sajanbergen och södra Bajkalbergen), västra och norra Mongoliet, nordöstra, östra och sydöstra Kazakstan, Kirgizistan, nordvästra Kina (Dzungarbäckenet) och Tien Shan söderut till södra nordöstra Afghanistan och Kashmir, och därifrån österut genom Himalaya till södra Bhutan och nordöstra Indien; vintertid flyttar den till nordöstra Afghanistan, norra Pakistan samt norra, centrala och östra Indien österut till Bangladesh
- Phylloscopus humei mandellii – centrala Kina (östra Qinghai österut till Shaanxi, Shanxi och Hebei söderut till norra Yunnan; vintertid flyttar den till södra Kina i södra Yunnan samt nordöstra Indien (Meghalaya och södra Assam) österut till västra och nordvästra Myanmar, nordvästra Thailand, norra Laos och norra Vietnam

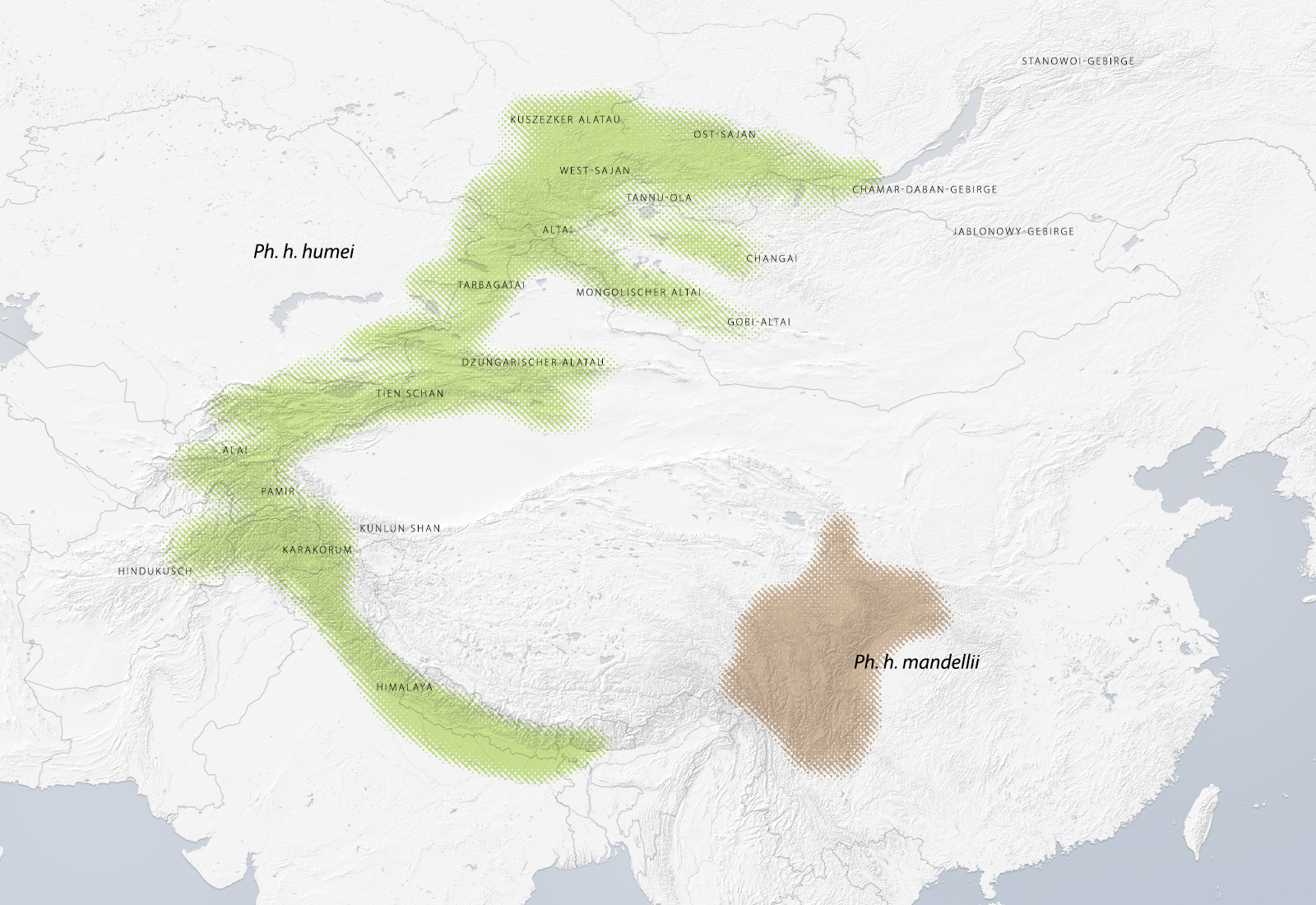
Bergtajgasångarens utbredningsområde.

Arten observeras sällsynt i Västeuropa, främst under höstflytten. I Sverige påträffades den första gången 1975 i Smygehuk, Skåne. Fram till och med 2021 har den observerats 124 gånger, oftast i månadsskiftet oktober-november. Numera uppträder den årligen, 2019 och 2020 med hela tolv fynd vardera år.
Icke-häckande adulta individer av underarten mandelli kan dra runt ganska mycket under sommaren och arten är en relativt vanlig besökare i subtropiska och tempererade fuktiga bergsskogar i Bhutan, på 2 000-3 500 meters höjd över havet men är en sällsynt häckfågel i dessa trakter.

## Systematik

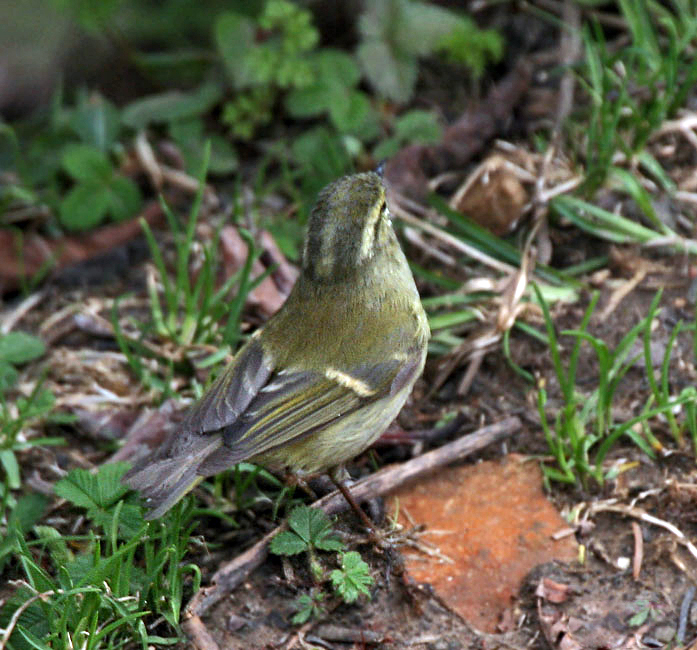
I Biskeri Thatch, 3400 meter över havet i Kulludistriktet Himachal Pradesh, Indien.

De båda underarterna är helt allopatriska och underarten mandellii förekommer enbart på östra tibetanska högplatån. De uppvisar dock skillnader i mtDNA, lockläte och sång samt något i utseende och har därför föreslagits utgöra två arter. 
Tidigare behandlades bergtajgasångarens båda underarter som delar av den närbesläktade arten tajgasångare men delas idag upp baserat på skillnader i morfologi, läten och DNA. Häckningsutbredningen för den västliga nominatformen av bergtajgasångaren överlappar med tajgasångarens i västra Sajanbergen utan att hybridisera. Uppdelningen mellan dessa båda arter uppskattas ha skett för cirka 2,5 miljoner år sedan, och för humei och mandelli skedde uppdelningen för ungefär en miljon år sedan.

### Släktes- och familjetillhörighet
Tajgasångarna placerades tidigare i familjen sångare (Sylviidae). Denna artrika familj har idag delats upp i ett tiotal familjer och tajgasångarna har, tillsammans med de andra arterna i släktet Phylloscopus, placerats i familjen lövsångare (Phylloscopidae). Vissa auktoriteter har valt att dela upp Phylloscopus i flera mindre släkten, varvid tajgasångarna med släktingar lyfts ut till det egna släktet Abrornis. Genetiska studier visar att denna grupp skilde sig från sina närmaste släktingar för över tio miljoner år sedan.

## Levnadssätt och status
Bergtajgasångaren är inte en skygg fågel, men dess kamouflagefärgade fjäderdräkt tillsammans med att den lever i skogsbiotoper gör den svårobserverad och den är i ständig rörelse. Som merparten av sångarna är den främst en insektsätare. Den lever i bergskogar och placerar sitt bo på marken. Bergtajgasångaren är en vanlig art över merparten av sitt utbredningsområde och den kategoriseras av IUCN som livskraftig (LC).

## Namn
Bergtajgasångaren har fått sitt vetenskapliga artepitet humei för att hedra Allan Octavian Hume. Tidigare har den på svenska kallats bergstaigasångare.